# Czarna perła (telenowela)
Czarna perła (tyt. oryg. Perla negra) – argentyńska telenowela emitowana w latach 1994–1995.

## Informacje ogólne
Serial wyreżyserował Nicolás del Boca, a w rolach głównych wystąpili Andrea del Boca i Gabriel Corrado. Piosenka „El amor” w wykonaniu Andrei została wykorzystana jako motyw przewodni telenoweli. Nicolás del Boca oraz sam serial zostali nominowani do nagrody Martín Fierro w kategoriach „najlepszy reżyser” i „najlepsza telenowela”, natomiast María Rosa Gallo wygrała w kategorii „najlepsza aktorka drugoplanowa”.
Serial był dystrybuowany też m.in. w Hiszpanii (na kanale TVE 1), Włoszech (Rete 4), Polsce (Polonia 1) oraz krajach Europy Wschodniej. W latach 1998–1999 wyemitowano meksykański remake telenoweli, zatytułowany Perła. W 2014 roku wszystkie odcinki telenoweli zostały udostępnione przez Telefe na oficjalnym kanale YouTube.

## Obsada
- Andrea del Boca — Perla
- Gabriel Corrado — Tomás
- María Rosa Gallo — Rosalía
- Millie Stegman — Malvina
- Jorge D'Elía — Fernando
- Cecilia Maresca — Renata
- Marcela Guerty — Eva
- Henry Zakka — Dante
- Gino Renni — Laureano
- Norberto Díaz — Fernando Jr.
- María Pía Galeano — Lucila
- Eduardo Sapac — Agustín
- Viviana Saéz — Ana María
- José María López — Zacarías
- Regina Lamm — Helen
- Patricia Castel — Blanca
- Raquel Casal — Ibotí
- Marcelo Cosentino — Elías
- Osvaldo Tesser — Alain
- Alfredo Zemma — Benjamín
- Facundo Arana — Leonardo
- Gustavo Guillén — Matías
- Rita Terranova — María
- Carlos Rivkin — León